# Radio Čas
Radio Čas je regionální rozhlasová stanice v Česku. Svým signálem pokrývá území prakticky celé Moravy a Českého Slezska. Od roku 2024 vysílá také na Vysočině a na Jihlavsku. Majitelem rádia byl Radim Pařízek, ostravský podnikatel, vlastník televizních stanic Relax a Rebel, provozovatel digitálních televizních multiplexů 4, 7 a 24 a frontman kapely Citron. Součástí skupiny Radia Čas je rockové Radio Čas Rock a zaniklé Radio Dálnice. Do roku 2022 šlo o stanici, která hrála převážně časem prověřené české a slovenské písničky a známé zahraniční hity. Nyní (2025) vysílá především současnou populární hudbu.[ve zdroji nenalezeno]
Dlouhodobě patří mezi nejposlouchanější regionální stanice. Její poslechovost v roce 2025 dosáhla rekordních 307 tisíc posluchačů týdně.
Vlastníkem licence je společnost Radima Pařízka Juke Box, s.r.o.
Radio Čas je možné poslouchat přes klasické FM přijímače, v DVB-T2 Multiplexu 24, v DAB+ a na celém světě prostřednictvím internetového vysílání.

## Historie
Radio Čas začalo vysílat 1. listopadu 1998, jeho majitel a zakladatel Radim Pařízek získal licenci po ostravském Rádiu Sprint a později získal i kmitočty po zaniklém Radiohradu. Na samém začátku rádio vysílalo velmi neobvyklý program - nedílnou součástí playlistu bylo country, rock, western a hudba 50. a 60. let a také hudební speciály - předválečná hudba, swing nebo blues. Tyto speciály časem z programu zmizely, ale jádro (oldies, rock, česká hudba, rock a country) zůstalo zachováno.[zdroj?]
V roce 2000 Radio Čas uspořádalo první ročník narozeninové akce s názvem Megakoncert pro všechny bezva lidi, který si posluchači v průběhu let velmi oblíbili. Za celou dobu jejich existence hostily řadu osobností české i slovenské hudební scény.
Další pravidelnou akcí Radia Čas byla Pravá česká pouť, kdy v některých větších moravských a slezských městech uspořádalo akci s kolotoči a atrakcemi pro děti i dospělé.
V roce 2001 zahájilo Radio tzv. odpojované vysílání, nejprve pro Slezsko, později i pro Valašsko. V roce 2003 bylo vybudováno nové studio Radia Čas i ve Zlíně, 16. května 2005 bylo zahájeno samostatné vysílání i pro Olomoucko.
V lednu 2009 začala na Brněnsku vysílat mutace Radio Čas jižní Morava, které ale hrála jiný hudební formát, především vysílala country a folk. 25. 5. 2011 začalo ostré vysílání rockové mutace Radio Čas Rock. Ve stejném roce se k Radiu Čas přidalo Rádio Dyje, což bylo spojeno i se změnou názvu na Radio Čas Dyje v červnu 2011.[zdroj?]
V roce 2022 stanice změnila zaměření a původní oldies formát byl nahrazen modernější zahraniční hudbou převážně z počátku 21. století a vybranými hity z 80. a 90. let. Od 8. února 2025 je v provozu nový web stanice.

## Pořady
- Dobré ráno Moravo! - Ranní show Radima Soběslava Bednáře
- MUSIC BOX Radia Čas - Představuje nejnovější zahraniční i České hity.
- Energiemi Podcast - pořad o zdravém životním stylu
- Filmový Backstage - informace ze světa filmů a seriálů
- Holky v čase - Dvě generace žen s různým pohledem na svět
- Jezte s rozumem s Evou Rigler - pořad o dietě a správném stravování
- DANCE Party Radia Čas - pořad bez moderátora, plný taneční hudby v disco rytmu. Vysílá se každý pátek ve večerních hodinách
- Okénko Moravskoslezského kraje - ty nejzajímavější informace o dění v Moravskoslezském kraji (kultura, sport, doprava nebo politika).[13]
- Hvězdná poselství - Horoskopy Milana Gelnara
- Hádej, kdo přijde na snídani! - Páteční rozhovory s různými hosty, moderuje Radim Soběslav Bednář.[14]

## Moderátoři
- Radim Soběslav Bednář
- Petra Češková
- Tereza Puffer Chadrabová
- Miroslav Rešl
- Magda Otáhalová
- Eva Rigler
- Sofia Michalopulu
- Aleš Šklubal
- Jiří Jekl
- Lenka Líšková
- Martin Rigler

### Moderátoři zpráv
- Kristýna Kubánková
- Marek Prokop
- Jan Gavelčík
- Marcela Fabiánová

## Vysílací frekvence

### FM Pásmo
Radio Čas využívá více než třicet analogových frekvencí na Moravě, ve Slezsku, na Svitavsku a Jihlavsku.
| Ostravské Radio Čas - Ostrava a okolí 92,8 FM - Opavsko 90,6 FM - Bruntálsko a Krnovsko 95,9 FM Slezské Radio Čas - Havířov 98,3 FM - Frýdecko-Místecko 102,4 FM - Karvinsko 98,3 FM - Třinecko 98,3 FM - Těšínsko 98,3 FM | Valašské Radio Čas - Novojíčínsko 105,9 FM - Vsetínsko 96,1 FM - Valašské Meziříčí 96,3 FM - Hranice 97,9 FM Olomoucké Radio Čas - Olomouc a okolí 101,3 FM - Jesenicko 91,7 FM - Zábřeh na Moravě 88,6 FM - Šumpersko 95,8 FM - Mohelnice a okolí 103,1 FM | Zlínské Radio Čas - Zlín a okolí 103,7 FM - Uherské Hradiště 102,7 FM - Valašské Klobouky 91,1 FM - Kroměříž 96,4 FM - Luhačovice 93,8 FM - Uherský Brod 92,1 FM Jihlavské Radio Čas - Jihlava – 99,4 FM - Měřín – 94,7 FM - Velká Bíteš 101 FM | Brněnské Radio Čas - Brno 95,5 FM - Vyškov a okolí 95,8 FM - Blansko a okolí 97,7 FM - Znojmo 100,6 FM - Hustopeče 91,7 FM - Rosice 92,2 FM - Moravský Krumlov 97,7 FM - Oslavany 94,6 FM - Velké Meziříčí 92,2 FM Svitavské Radio Čas - Svitavy 98,9 FM Slovácké Radio Čas - Veselí nad Moravou 103,6 FM |

### DAB+
Stanice od roku 2025 postupně spouští vysílání ve formátu DAB+. V DAB+ nyní vysílá s datovým tokem 96 kbit/s
| Vysílač                | Síť | Kanál |
| ---------------------- | --- | ----- |
| Praha - Ladví          | R2  | 8C    |
| Benešov - Kozmice      | R2  | 8C    |
| Jihlava - Jeníkov      | R26 | 6C    |
| Pardubice - Slatiňany  | R22 | 9A    |
| Brno - Hády 2          | R17 | 10A   |
| Frenštát pod Radhoštěm | R9  | 9C    |